# Baimapasset
Baimapasset eller Baimaguan (白马关; Báimǎguān) är en passage och sektion av kinesiska muren. Baimapasset ligger i ett bergspass längs Baimaguanfloden 40 km norr om stadsdistriktet Miyun i Peking storstadsområde i Kina.
Vid Baimapasset finns även ruinerna efter Baimapassfortet (白马关堡; Báimǎguānbǎo) som byggdes under tiden för kejsar Yongle (r. 1402-1424) i samband med att Mingdynastin flyttade huvudstaden till dagens Peking. Över porten i fortets södra mur finns en skylt med fortets namn.
Kinesiska muren som passerar vid Baimapasset byggdes ursprungligen på 1550-talet. Denna mur renoverades, expanderades och kompletterades 1567–1572 under ledning av general Qi Jiguang. Försvaret av Baimapasset under Mingdynastin låg under Jizhougarnisonens ansvarsområde.
Baima betyder vit häst och namnet kommer av en sägen från Songdynastin som säger att general Yang Yanzhao lyckades tämja en vild vit häst, som han sedan blev känd för att rida vid varje strid. Yang Yanzhao lämnade hästen vid det som senare fick namnet Baimapasset. När anfallande soldater från Liaodynastin fick syn på den vita hästen vände de och drog sig tillbaka i tron på att Yang Yanzhaos styrkor fanns vid Baimapasset.